# 周和平 (1955年)
周和平（1955年9月—），男，湖北公安人，中华人民共和国军事人物，中国人民解放军少将，曾任中共河南省委常委，河南省军区政治委员。